# Fields of Rot
Albums de Nocturnal Breed
The Tools of the Trade
(1999)
Fields of Rot est le quatrième album studio du groupe de Black/Thrash metal norvégien Nocturnal Breed. L'album est sorti en 2007 sous le label Agonia Records.
Contrairement aux albums précédents du groupe, celui-ci ne contient aucune reprise.

## Liste des morceaux
1. Wicked, Vicious & Violent 4.11
2. Fields of Rot 2.53
3. Too Damned to Conquer 2.50
4. Manskinner 3.01
5. In Sickness and in Hell 4.17
6. Invasion of the Body-Thrashers 3.26
7. Iron Bitch 3.14
8. Code of Conduct 2.19
9. The Dead 3.14
10. Scything Harrow 3.05